# Copa UDEAC 1984
La Copa UDEAC 1984 fue la primera edición del torneo de fútbol a nivel de selecciones nacionales de África Central organizado por la UNIFFAC y que contó con la participación de 6 países de la región.
Camerún venció en la final al anfitrión Congo para ser el primer campeón del torneo.

## Fase de grupos

### Grupo A
| País                     | PTS | J | G | E | P | GF | GA |
| ------------------------ | --- | - | - | - | - | -- | -- |
| Congo                    | 4   | 2 | 2 | 0 | 0 | 7  | 1  |
| República Centroafricana | 1   | 2 | 0 | 1 | 1 | 2  | 3  |
| Guinea Ecuatorial        | 1   | 2 | 0 | 1 | 1 | 1  | 6  |

| Equipo 1                 | Resultado | Equipo 2                 |
| ------------------------ | --------- | ------------------------ |
| Guinea Ecuatorial        | 0-5       | Congo                    |
| Congo                    | 2-1       | República Centroafricana |
| República Centroafricana | 1-1       | Guinea Ecuatorial        |

### Grupo B
| País    | PTS | J | G | E | P | GF | GA |
| ------- | --- | - | - | - | - | -- | -- |
| Camerún | 3   | 2 | 1 | 1 | 0 | 2  | 0  |
| Gabón   | 2   | 2 | 0 | 2 | 0 | 3  | 3  |
| Chad    | 1   | 2 | 0 | 1 | 1 | 3  | 5  |

| Equipo 1 | Resultado | Equipo 2 |
| -------- | --------- | -------- |
| Camerún  | 2-0       | Chad     |
| Chad     | 3-3       | Gabón    |
| Gabón    | 0-0       | Camerún  |

## Fase Final

### Quinto Lugar
| Equipo 1 | Resultado   | Equipo 2          |
| -------- | ----------- | ----------------- |
| Chad     | 1-1 (3-2 p) | Guinea Ecuatorial |

### Semifinales
|  | Semifinales         | Semifinales      |   |                              | Final        | Final |  |
|  |                     |                  |   |                              |              |       |  |
|  |                     |                  |   |                              |              |       |  |
|  | Brazzaville         |                  |   |                              |              |       |  |
|  | Gabón               | 0                |   |                              |              |       |  |
|  | Congo               | 3                |   |                              |              |       |  |
|  |                     |                  |   |                              |              |       |  |
|  |                     |                  |   |                              | Brazzaville  |       |  |
|  |                     |                  |   |                              | Congo        | 2     |  |
|  |                     | Camerún (DP 4-5) | 2 |                              |              |       |  |
|  |                     |                  |   |                              |              |       |  |
|  |                     |                  |   |                              |              |       |  |
|  |                     |                  |   |                              | Tercer lugar |       |  |
|  | Brazzaville         | Brazzaville      |   | Brazzaville                  | Brazzaville  |       |  |
|  | Camerún             | 7                |   | Rep. Centroafricana (DP 8-7) | 2            |       |  |
|  | Rep. Centroafricana | 1                |   |                              | Gabón        | 2     |  |

## Campeón
| Copa UDEAC 1984    |
| ------------------ |
| Bandera de Camerún |
| Camerún 1º Título  |